# ساعة القيامة
ساعة القيامة (بالإنجليزية: Doomsday Clock) ساعة رمزية أحدثها عام 1947 مجلس إدارة مجلة علماء الذرة التابعة لجامعة شيكاغو. تُنذر هذه الساعة بقرب نهاية العالم بسبب السباق الجاري بين الدول النووية، حيث إن وصول عقارب الساعة إلى وقت منتصف الليل يعني قيام حرب نووية تُفني البشرية، ويُشير عدد الدقائق التي قبل منتصف الليل إلى احتمال نشوب حرب نووية، أما توقيتها الآن فهو 89 ثانية قبل منتصف الليل.
تغير توقيت الساعة 27 مرة منذ وضعها، استجابةً للأحداث الدولية، ووصلت ذروتها عندما بدأ كل من الولايات المتحدة والاتحاد السوفيتي بتجربة القنابل الهيدروجينية لمدة 9 أشهر متواصلة، ووقعت هذه الأزمة سنة 1953 وكانت بهذا أقرب مرة تصل فيها عقارب الساعة إلى أقل من دقيقتين من نصف الليل والتي إذا ما وصلت العقارب إلى نصف الليل يُفترض أن تقع حينها حرب عالمية نووية (حرب عالمية ثالثة).
في 14 يناير 2012 حركت إلى خمس دقائق قبل منتصف الليل بسبب عدم الجدية في مكافحة السلاح النووي، والنزاعات العالمية، وأحداث الربيع العربي، وخطر سقوط الأسلحة النووية بأيدي إرهابيين أو احتمال قيام نزاع مسلح في الشرق الأوسط بالإضافة إلى التغير المناخي. وفي مطلع عام 2013 تمت مراجعة التوقيت للنظر في إمكانية التغيير إلا أنه لم يغير، أما التعديل الأخير فقد كان بتحريك الساعة دقيقتين ونصف بحيث أصبحت على بعد دقيقتين ونصف من منتصف الليل وذلك في 2017 بسبب فوز الرئيس الأمريكي دونالد ترمب، مما قد يُنذر بكارثة كونية وشيكة، وقد قُدمت مرة أخرى في يناير 2018 بمقدار 30 ثانية نتيجة لتهديدات كوريا الشمالية بالإضافة إلى خطر ارتفاع درجة حرارة الأرض.

## نظرة عامة
تمثل ساعة القيامة رمز يمثل احتمال وقوع كارثة عالمية من صنع الإنسان. التزِم بالساعة منذ عام 1947 أعضاءُ مجلة علماء الذرة، واعتبرت استعارة مجازية للتهديدات التي تواجه الإنسانية نتيجة للتقدم العلمي والتقني غير المضبوط. يمثل منتصف الليل في الساعة الكارثة العالمية الافتراضية ويمثل عدد الدقائق حتى منتصف الليل رأي المجلة حول مدى قرب العالم من كارثة عالمية. العوامل المؤثرة على الساعة هي المخاطر النووية وتغير المناخ. يراقب مجلس العلوم والأمن التابع للنشرة أيضًا التطورات الجديدة في علوم الحياة والتكنولوجيا التي يمكن أن تلحق أضرارًا لا رجعة عنها في البشرية.
ضُبطت الساعة في الأصل على سبع دقائق حتى منتصف الليل في عام 1947. وقُدِمت وأخِرت 23 مرةً منذ ذلك الحين، وكان عدد الدقائق الأصغر حتى منتصف الليل دقيقتين (في عامي 1953 و 2018-20) والأكبر سبع عشرة دقيقة (في عام 1991). أُعلِن عن أحدث ضبط رسميًا -دقيقتين حتى منتصف الليل- في يناير 2018، والذي بقي دون تغيير في عام 2019 بسبب التهديد المزدوج للأسلحة النووية وتغير المناخ، ومشكلة تلك التهديدات «تفاقمت العام الماضي بسبب زيادة استخدام حرب المعلومات لتقويض الديمقراطية في جميع أنحاء العالم، وتضخيم المخاطر من هذه التهديدات وغيرها، وتعريض مستقبل الحضارة لخطر استثنائي».

## نبذة تاريخية
يمكن تتبع منشأ ساعة القيامة إلى مجموعة دولية من الباحثين، أطلق عليهم علماء شيكاغو الذريون، والذين شاركوا في مشروع مانهاتن. بعد التفجيرين الذريين لهيروشيما وناغازاكي، بدأوا في نشر رسالة إخبارية مستنسخة، ثم نشروا «مجلة علماء الذرة» والتي وضعت الساعة على كل غلاف منذ تأسيسها. رُسِمت الساعة لأول مرة في عام 1947، عندما طلب المؤسس المشارك في المجلة هيمان غولدسميث من الفنانة مارتيل لانغسدورف (زوجة شريك أبحاث مشروع مانهاتن ألكسندر لانغسدورف، الموقّع على عريضة زيلارد) تصميم غلاف لإصدار المجلة في يونيو 1947. فيما بعد أوضح يوجين رابينوفيتش، مؤسس مشارك آخر في المجلة:
ساعة المجلة ليست مقياسًا لتسجيل تقلبات الصراع الدولي على الطاقة، بل المقصود منها أن تعكس التغيرات الأساسية في مستوى الخطر المستمر الذي يعيش فيه البشر في العصر النووي...
اختارت لانغسدورف الساعة لتعكس مدى إلحاح المشكلة: مثل العد التنازلي، تشير الساعة إلى أن التدمير سيحدث طبيعيًا ما لم يتخذ شخص ما إجراءً لوقفه.
أعاد المصمم مايكل بروت، الذي كان يعمل في مجلس إدارة المجلة، تصميم الساعة في يناير 2007 لإضفاء طابع أكثر حداثة عليها. أوقفت المجلة إصداراتها في عام 2009 وأصبحت واحدة من أوائل المجلات الرقمية في الولايات المتحدة، والساعة الآن جزءً من الشعار على موقع المجلة. يمكن أيضًا البحث عن معلومات حول ساعة القيامة، والجدول الزمني لضبط الساعة، وعروض الوسائط المتعددة حول تاريخ الساعة وفكرتها على موقع المجلة الإلكترونية.
عُقدت الندوة الخامسة لساعة القيامة في 14 نوفمبر 2013 في واشنطن العاصمة، دام هذا الحدث يومًا وكان مفتوحًا للجمهور وناقش أعضاء متميزون قضايا مختلفة حول موضوع «التواصل عن الكارثة». كان يوجد أيضًا حدث مسائي في متحف هيرشهورن وحديقة النحت بالتزامن مع عرض هيرشهورن الحالي، «التحكم في الأضرار: الفن والتدمير منذ عام 1950». بُثت حلقات النقاش، التي عقدت في الجمعية الأمريكية لتقدم العلوم، على الهواء مباشرة من موقع المجلة وما يزال ممكنًا مشاهدتها على الموقع. ضُبِطت الساعة 22 مرة منذ إنشائها في عام 1947، عندما ضُبطت على «سبع دقائق إلى منتصف الليل»، لتعكس الأحداث الدولية التي تشكل خطرًا على البشرية.

### التغيرات
«منتصف الليل» لها معنى إضافي إلى جانب تهديد الحرب المستمر. العديد من الأشياء التي تؤخذ في الاعتبار عندما يقرر علماء من مجلة علماء الذرة ما يعنيه منتصف الليل وما تعنيه الكارثة العالمية في الواقع في سنة معينة. قد تشمل «السياسة والطاقة والأسلحة والدبلوماسية وعلوم المناخ». من بين مصادر التهديد المحتملة التهديدات النووية، وتغير المناخ، والإرهاب البيولوجي، والذكاء الاصطناعي. يحكم أعضاء مجلس إدارة «منتصف الليل» من خلال المناقشة مدى قرب البشرية من نهاية الحضارة. بُدِئت الساعة على سبع دقائق حتى منتصف الليل أثناء الحرب العالمية الباردة في عام 1947. فُرِض إعداد الساعة دون وقت بدء محدد. الساعة لا تضبط ولا يعاد ضبطها في الوقت الفعلي لوقوع الأحداث، وبدلًا من الرد على كل أزمة عند حدوثها، يجتمع مجلس العلوم والأمن مرتين سنويًا لمناقشة الأحداث العالمية بطريقة تداولية. أقرب تهديد للحرب النووية، أزمة الصواريخ الكوبية في عام 1962، بلغت الأزمة ذروتها، ثم حُلت الأزمة قبل أن تضبط الساعة بحيث تعكس يوم القيامة المحتمل.
تغيير الإعدادات
ضُبطت الساعة في عام 1953 على دقيقتين حتى منتصف الليل بعد أن بدأت الولايات المتحدة والاتحاد السوفييتي في اختبار القنابل الهيدروجينية، وفي عام 2018، في أعقاب فشل زعماء العالم في معالجة التوترات المتعلقة بالأسلحة النووية وقضايا تغير المناخ، وهما النقطتان الأدنى في ساعة القيامة. تقلب وقت الساعة في السنوات الأخرى من 17 دقيقة في عام 1991 إلى دقيقتين ونصف في عام 2017. عند مناقشة التغيير إلى دقيقتين ونصف في عام 2017، أول استخدام لكسر في تاريخ الساعة، حذر كراوس، أحد العلماء من المجلة، من أن قادتنا السياسيين يجب عليهم اتخاذ قرارات بناءً على الحقائق، وهذه الحقائق «يجب أن تؤخذ في الحساب إذا أرادوا الحفاظ على مستقبل البشرية». وفي إعلان صادر عن المجلة عن وضع الساعة، ذهبوا أبعد من ذلك فدعوا إلى التحرك من جانب المسؤولين العموميين «الحكماء» والمواطنين «الحكماء» لمحاولة توجيه الحياة البشرية بعيدًا عن الكارثة في حين ما يزال بوسعنا أن نقوم بذلك. في يناير 2018، خُفضت الساعة إلى دقيقتين بعد منتصف الليل، مما يعني أن الساعة اليوم بأقرب وقت إلى منتصف الليل منذ بداية الساعة عام 1947.

## الاستقبال
أصبحت ساعة القيامة استعارة معترف بها عالميًا. ووفقًا للمجلة، تجذب الساعة عددًا أكبر من الزوار يوميًا إلى موقع المجلة مقارنةً بأي ميزة أخرى.
صرح أنديرس ساندبرغ من معهد مستقبل الإنسانية أنه يمكن «لمجموعة متنوعة من التهديدات» المختلطة حاليًا في الساعة أن تسبب العجز . من المرجح أن ينجح الناس في تحديات متزايدة صغيرة، على سبيل المثال، كان اتخاذ خطوات لمنع التفجير العرضي للأسلحة النووية خطوة صغيرة ولكنها مهمة في تجنب الحرب النووية. يقول أليكس باراش من مجلة سلايت إن «وضع الإنسانية في حالة تأهب دائم لا يفيد عندما يتعلق الأمر بالسياسة أو العلم»، وينتقد المجلة لأنها لا تفسر أو تحاول تحديد منهجيتها.
كثيرًا ما تصطدم وسائل الإعلام المحافظة بالمجلة. كتب كيث باين في مجلة ناشونال ريفيو أن الساعة تبالغ في تقدير آثار «التطورات في مجالات التجارب النووية ومراقبة الأسلحة رسميًا». اعترف تريستين هوبر من صحيفة ناشونال بوست «يوجد الكثير من الأشياء بشأن تغير المناخ والتي يجب أن تسبب القلق»، لكنه صرح أن تغيّر المناخ ليس في نفس درجة الدمار الشامل النووي. بالإضافة إلى ذلك، يتهم بعض النقاد المجلة بدافع الأجندة السياسية.

## الخط الزمني

تغير وقت ساعة القيامة منذ صنعها سنة 1947 إلى آخر تعديل لها سنة 2023.

| السنة | عدد الدقائق حتى منتصف الليل | التوقيت  | التغير (بالدقائق) | السبب | السبب |
| ----- | --------------------------- | -------- | ----------------- | --- | ----- |
| 1947  | 7                           | 23:53    | —                 | الإعداد الأولي لساعة القيامة |       |
| 1949  | 3                           | 23:57    | −4                | الاتحاد السوفيتي يختبر أول قنبلة نووية (RDS-1) معلناً رسمياً سباق التسلح النووي. |       |
| 1953  | 2                           | 23:58    | −1                | الولايات المحدة تختبر أول قنبلة هيدروجينية في نوفمبر 1952 كجزء من عملية ايفي، قبل أن يتبعها الاتحاد السوفيتي بالاختبار جو 4 ‏ في أغسطس. بقي هذا أقرب وقت لنهاية العالم حتى العام 2020. |       |
| 1960  | 7                           | 23:53    | +5                | استجابة لتصور التعاون العلمي المتزايد والفهم العام لأخطار الأسلحة النووية (بالإضافة إلى الإجراءات السياسية المتخذة لتجنب "الانتقام الهائل")، تعاون الولايات المتحدة والاتحاد السوفيتي وتتجنب المواجهة المباشرة في النزاعات الإقليمية مثل أزمة السويس 1956 وأزمة مضيق تايوان الثانية 1958 وأزمة لبنان 1958. ساعد علماء من مختلف البلدان في إنشاء السنة الجيوفيزيائية الدولية، وهي سلسلة من الملاحظات العلمية العالمية المنسقة بين الدول المتحالفة مع كل من الولايات المتحدة والاتحاد السوفيتي ومؤتمر باجواش للعلوم والشؤون الدولية والتي تسمح للعلماء السوفييت والأمريكيين بالتفاعل. |       |
| 1963  | 12                          | 23:48    | +5                | الولايات المتحدة والاتحاد السوفيتي يوقعان معاهدة الحظر الجزئي للتجارب النووية للحد من الاختبارات النووية في الغلاف الجوي. |       |
| 1968  | 7                           | 23:53    | −5                | كثافة تورط الولايات المتحدة في حرب فيتنام واندلاع الحرب الباكستانية الهندية 1965 وحرب 1967. قيام كل من فرسنا والصين بالحصول على أسلحة نووية واختبارها (الجربوع الأزرق 1960 ومشروع 596 عام 1964) لتأكيد نفسيهما كلاعبين عالميين في سباق التسلح النووي. |       |
| 1969  | 10                          | 23:50    | +3                | توقيع جميع دول العام باستثناء الهند وإسرائيل وباكستان على معاهدة الحد من انتشار الأسلحة النووية |       |
| 1972  | 12                          | 23:48    | +2                | الولايات المتحدة والاتحاد السوفيتي يوقعان على أول معاهدة للحد من الأسلحة الاستراتيجية (SALT I) ومعاهدة الصواريخ المضادة للباليستية (ABM). |       |
| 1974  | 9                           | 23:51    | −3                | الهند تختبر جهازًا نوويًا (بوذا المبتسم)، ومحادثات SALT II تتوقّف. تقوم كل من الولايات المتحدة والاتحاد السوفيتي بتحديث العديد من مركبات إعادة الدخول المتعددة المستهدفة بشكل مستقل (MIRVs). |       |
| 1980  | 7                           | 23:53    | −2                | النهاية غير المتوقعة للمأزق في المحادثات الأمريكية السوفيتية مع بدء الحرب السوفيتية الأفغانية. رفض مجلس الشيوخ الأمريكي التصديق على اتفاقية SALT II نتيجة للحرب في أفغانستان. |       |
| 1981  | 4                           | 23:56    | −3                | تعدلت الساعة بداية العام 1981. أدت الحرب السوفيتية في أفغانستان إلى تشديد الموقف النووي للولايات المتحدة. رئيس الولايات المتحدة جيمي كارتر يسحب مشاركة الولايات المتحدة من الألعاب الأولمبية الصيفية 1980 في موسكو. تدرس إدارة كارتر السبل التي يمكن للولايات المتحدة أن تربح بها حربًا نووية. رونالد ريغان يصبح رئيسًا للولايات المتحدة ويلغي المزيد من محادثات خفض الأسلحة مع الاتحاد السوفيتي ويجادل بأن السبيل الوحيد لإنهاء الحرب الباردة هو الفوز بها. تساهم التوترات بين الولايات المتحدة والاتحاد السوفيتي في زيادة خطر الإبادة النووية حيث ينشر كل منهما صواريخ متوسطة المدى في أوروبا. كما يأخذ التعديل بعين الاعتبار أزمة الرهائن في إيران والحرب بين العراق وإيران واختبار الصين لرؤوس حربية نووية في الغلاف الجوي وإعلان الأحكام العرفية في بولندا والفصل العنصري في جنوب إفريقيا وانتهاكات حقوق الإنسان في جميع أنحاء العالم. |       |
| 1984  | 3                           | 23:57    | −1                | الزيادة في تصعيد التوتر بين الولايات المتحدة والاتحاد السوفيتي مع استمرار الحرب السوفيتية الأفغانية واشتداد الحرب الباردة. صواريخ بيرشينج 2 الباليستية متوسطة المدى وصواريخ كروز منتشرة في أوروبا الغربية. رونالد ريغان يدفع للفوز بالحرب الباردة من خلال تكثيف سباق التسلح بين القوى العظمى. الاتحاد السوفيتي وحلفاؤه (باستثناء رومانيا) يقاطعون الألعاب الأولمبية الصيفية 1984 في لوس أنجلوس كرد فعل على المقاطعة التي قادتها الولايات المتحدة في عام 1980. |       |
| 1988  | 6                           | 23:54    | +3                | وقعت الولايات المتحدة والاتحاد السوفيتي على معاهدة الصواريخ النووية متوسطة المدى للقضاء على الصواريخ النووية متوسطة المدى وتحسين العلاقات بينهما. |       |
| 1990  | 10                          | 23:50    | +4                | سقوط جدار برلين والستار الحديدي إلى جانب إعادة توحيد ألمانيا يعني أن الحرب الباردة تقترب من نهايتها. |       |
| 1991  | 17                          | 23:43    | +7                | وقع الولايات المتحدة والاتحاد السوفيتي على أول معاهدة للحد من الأسلحة الاستراتيجية (ستارت 1) وتفكك الاتحاد السوفيتي في 26 كانون الأول (ديسمبر). وهذا التوقيت هو الأبعد عن منتصف الليل منذ إنشاء ساعة القيامة. |       |
| 1995  | 14                          | 23:46    | −3                | يستمر الإنفاق العسكري العالمي عند مستويات الحرب الباردة وسط مخاوف بشأن انتشار الأسلحة النووية في فترة ما بعد الاتحاد السوفيتي. |       |
| 1998  | 9                           | 23:51    | −5                | يختبر كلا من الهند (بوكران-2) وباكستان (شاغاي-1) أسلحة نووية في استعراض متبادل للقوة النووية كما واجهت الولايات المتحدة وروسيا صعوبات في زيادة خفض المخزونات. |       |
| 2002  | 7                           | 23:53    | −2                | التقدم الضئيل في نزع السلاح النووي العالمي. الولايات المتحدة ترفض سلسلة من معاهدات الحد من التسلح وتعلن عن نيتها الانسحاب من معاهدة الصواريخ المضادة للصواريخ الباليستية وسط مخاوف من احتمال وقوع هجوم إرهابي نووي بسبب كمية المواد النووية الصالحة لصنع الأسلحة غير المؤمنة والمجهولة المصير في جميع أنحاء العالم. |       |
| 2007  | 5                           | 23:55    | −2                | تقوم كوريا الشمالية باختبار سلاح نووي في أكتوبر 2006 ‏ وطموحات إيران النووية وتأكيد أمريكي متجدد على الفائدة العسكرية للأسلحة النووية والفشل في تأمين المواد النووية تأمينًا كافيًا واستمرار وجود حوالي 26 ألف سلاح نووي في الولايات المتحدة وروسيا. بعد تقييم المخاطر التي تتعرض لها الحضارة تمت إضافة تغير المناخ إلى احتمال الفناء النووي باعتباره أكبر التهديدات للبشرية. |       |
| 2010  | 6                           | 23:54    | +1                | التعاون العالمي للحد من الترسانات النووية والحد من تأثير تغير المناخ. تصديق كل من الولايات المتحدة وروسيا على معاهدة ستارت الجديدة ومن المقرر بالفعل إجراء مزيد من المفاوضات لمزيد من التخفيضات في الترسانة النووية الأمريكية والروسية. نتج عن مؤتمر الأمم المتحدة للتغير المناخي 2009 في كوبنهاغن موافقة البلدان النامية والصناعية على تحمل مسؤولية انبعاثات الكربون والحد من ارتفاع درجة الحرارة العالمية إلى درجتين مئويتين. |       |
| 2012  | 5                           | 23:55    | −1                | غياب العمل السياسي العالمي لمعالجة تغير المناخ العالمي ومخزونات الأسلحة النووية واحتمال نشوب صراع نووي إقليمي وسلامة الطاقة النووية. |       |
| 2015  | 3                           | 23:57    | −2                | مخاوف وسط استمرار الافتقار إلى العمل السياسي العالمي لمعالجة تغير المناخ العالمي وتحديث الأسلحة النووية في الولايات المتحدة وروسيا ومشكلة النفايات النووية. |       |
| 2017  | 212                         | 23:57:30 | −12 (−30 ثانية)   | تعليقات رئيس الولايات المتحدة دونالد ترمب حول الأسلحة النووية والتهديد بتجدد سباق التسلح بين الولايات المتحدة وروسيا وإنكار الإجماع العلمي بشأن تغير المناخ من إدارة ترمب. |       |
| 2018  | 2                           | 23:58    | −12 (−30 ثانية)   | فشل قادة العالم في التعامل مع التهديدات التي تلوح في الأفق بالحرب النووية وتغير المناخ. استمرار تغير المناخ وتخلي إدارة ترمب عن الجهود الأمريكية لقيادة العالم نحو إزالة الكربون وانسحاب الولايات المتحدة من اتفاقية باريس وخطة العمل الشاملة المشتركة ومعاهدة الصواريخ النووية متوسطة المدى بالإضافة إلى جهود التحديث النووي الأمريكية والروسية وتهديدات حرب المعلومات والمخاطر الأخرى من "التقنيات التخريبية" مثل علم الأحياء التركيبي والذكاء الاصطناعي والحرب السيبرانية. |       |
| 2020  | 123 (100 ثانية)             | 23:58:20 | −13 (−20 ثانية)   | فشل قادة العالم في التعامل مع التهديدات المتزايدة للحرب النووية مثل نهاية معاهدة الصواريخ النووية متوسطة المدى بين الولايات المتحدة وروسيا، فضلاً عن التوترات المتزايدة بين الولايات المتحدة وإيران إلى جانب استمرار إهمال تغير المناخ. أصبح التغير بالساعة يحتسب بوحدات الثواني بدلاً من الدقائق. |       |
| 2023  | 12 (90 ثانية)               | 23:58:30 | −16 (−10 ثانية)   | يرجع التغيير إلى حد كبير للغزو الروسي لأوكرانيا وزيادة خطر التصعيد النووي الناجم عن الصراع. من المقرر أن تنتهي آخر معاهدة أسلحة نووية متبقية بين روسيا والولايات المتحدة (معاهدة ستارت الجديدة) في فبراير 2026. وصول الحرب الروسية أيضًا إلى موقعي مفاعلي تشيرنوبل وزاباروجيا النوويتين، منتهكة بذلك البروتوكولات الدولية والمخاطرة بإطلاق واسع النطاق للمواد المشعة. استأنفت كوريا الشمالية أيضًا خطابها النووي حيث أطلقت صاروخ باليستي متوسط المدى فوق اليابان في أكتوبر 2022. التهديدات المستمرة التي تشكلها أزمة المناخ وانهيار المعايير والمؤسسات العالمية التي أنشئت للتخفيف من المخاطر المرتبطة بالتكنولوجيات المتقدمة والتهديدات البيولوجية مثل كما ساهم كوفيد-19 أيضًا في تعديل التوقيت. |       |
| 2025  | 129⁄60 (89 s)               | 23:58:31 | −1⁄60 (−1 ثانية)  | استمرار الغزو الروسي لأوكرانيا وأزمة الشرق الأوسط وزيادة الانتشار النووي وآثار تغير المناخ والتهديدات البيولوجية والتقنيات المتقدمة. |       |

## الملاحظات
1. ↑  علقت روسيا مشاركتها في المعاهدة في فبراير 2023.[38]

## وصلات خارجية
- الموقع الرسمي